# Pleospora triglochinicola
Pleospora triglochinicola är en svampart som beskrevs av J. Webster 1969. Pleospora triglochinicola ingår i släktet Pleospora och familjen Pleosporaceae.  Arten är reproducerande i Sverige. Inga underarter finns listade i Catalogue of Life.